# Toma de Güiria
La Toma de Güiria fue la acción que comenzó la liberación de oriente por los patriotas. 

## Historia
Santiago Mariño junto a Manuel Piar y José Francisco Bermúdez tras desembarcar en la punta este de la península de Paria proveniente del islote de Chacachare, toman a la ciudad de Güiria en una operación tipo comando. Gracias a esto Bermúdez puede utilizarla como cabeza de puente y derrota a las tropas del realista Domingo de Monteverde en Cumaná.